# Bezetting van het Kabinet van Suriname in Den Haag
De bezetting van het Kabinet van Suriname in Den Haag vond plaats op 18 augustus 1970. Het Kabinet van Suriname was van 1954 tot 1975 de vertegenwoordiging van Suriname in Nederland.

## Verloop
De bezetting werd uitgevoerd door 34 Surinaamse studenten, onder wie vier meisjes, die hiervoor vanuit allerlei delen van Nederland naar Den Haag waren gereisd. Nadat zij het gebouw waren binnengedrongen, droegen zij de vier aanwezige personeelsleden op het pand te verlaten. Ze barricadeerden ramen en deuren met meubilair, waarbij inhoud van archieven op de grond belandde.
Diezelfde ochtend sommeerde de Surinaams gevolmachtigd minister Desi Polanen de bezetters tweemaal het pand te verlaten. Toen zij hieraan geen gehoor gaven, drongen vijftig politieagenten het pand binnen, van wie dertig in uniform en twintig van de recherche. Omdat ze geen toegang kregen, betraden ze het gebouw via een raam aan de zijkant. De studenten werden aan handen en voeten het pand uitgedragen en in drie klaarstaande overvalwagens naar het politiebureau gebracht. De schade werd geschat op ongeveer honderd Nederlandse gulden. De bezetting duurde al met al een uur. Polanen schatte dat er ten minste een week nodig zou zijn om weer orde in de chaos te brengen.

## Aanleiding
Direct na binnenkomst ontrolden de studenten een spandoek voor de gevel met de tekst: "Surinaamse bodemschatten in handen van het volk". In een pamflet met veertien punten betoogden zij op te komen voor de "rechten van het Surinaamse volk" en zich te verzetten tegen wat zij noemden "de afgrijselijke politiek van verraad van de marionetten van de Lachmon-Sedney-regering." Verder hadden zij het over de "uitbuiting van ons volk" en "chantage-intimidatie-politiek" van het Kabinet.
De mentoren zouden volgens de studenten niet alleen toezien op hun studie in Nederland, maar ook hun gedragingen controleren door maandelijks bij hen binnen te vallen. Anderhalve week eerder, op 7 augustus, had Polanen nog een brief naar twintig gemeenten gestuurd met het verzoek om potentiële mentoren. Hij vond het rendement van de achthonderd Surinamers met een beurs erg laag. Volgens de studenten kwam dit door het beleid, omdat niet de slimste studenten een beurs kregen, maar degenen die gelieerd waren aan de juiste politieke partijen. Het toezicht op de leefomstandigheden kon in de praktijk betekenen dat een mentor een beurs kon intrekken als hij het niet eens was met het lidmaatschap van een bepaalde politieke partij. Mentoren brachten verslag uit aan het Kabinet van Suriname. Het systeem was gebaseerd op dat van het Antillenhuis en zou zijn opgezet om studenten wegwijs te maken in Nederland en te voorkomen dat zij in gevaarlijke en schadelijke groeperingen terechtkwamen. Polanen: "Ik zag helemaal niet de noodzaak in de Surinaamse studentenorganisatie inspraak te geven. Die inspraak ... dat is me ook wat."